# Темпе
Эта статья о продукте питания, городу в Аризоне, США, посвящена статья Темпе (Аризона)

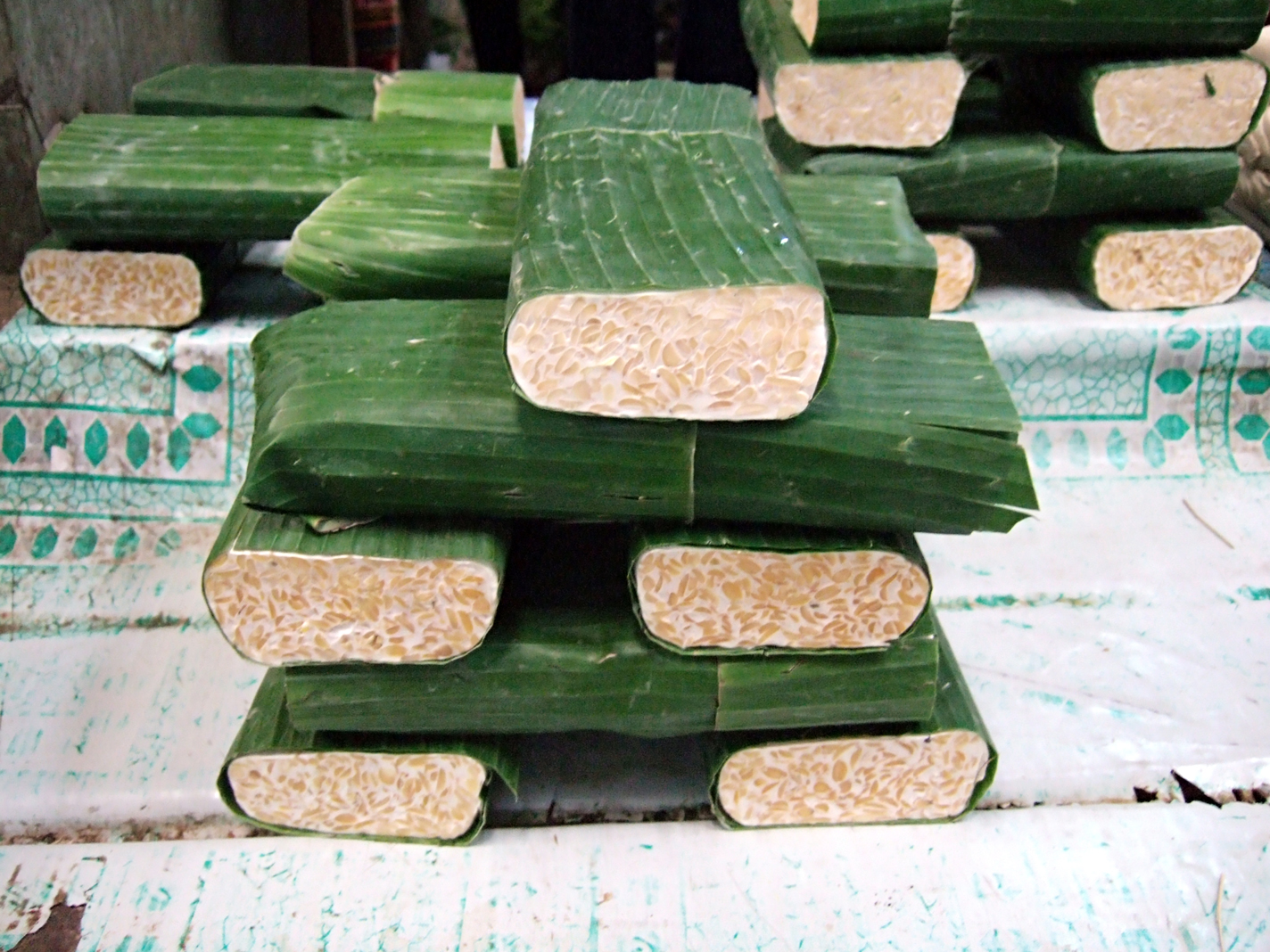
Бруски свежего темпе, завёрнутые в листья бананового дерева, на рынке в Джакарте, Индонезия

Те́мпе, также тэ́мпе, тэ́мпэ  (индон. tempe) или тэ́мпэй (индон. tempeh, (/ˈtɛmpeɪ/) — ферментированный продукт питания, приготовляемый из соевых бобов, популярный в Индонезии и других странах Юго-Восточной Азии.

## Производство
Темпе производится из целых соевых бобов. Соевые бобы размягчаются, затем раскрываются или очищаются от шелухи, и варятся, но не до готовности. Затем может добавляться подкислитель (обычно уксус) и закваска, содержащая грибковую культуру Rhizopus oligosporus. Бобы раскладываются тонким слоем и ферментируются в течение суток при температуре около 30 °C.
Темпе обычно продаётся в брикетах толщиной около 1,5 см.

## Пищевая ценность
Темпе, так же как и соевые бобы, — очень богат белком. Белок из темпе легко переваривается и усваивается организмом благодаря ферментации в процессе изготовления. Иногда в грибковой культуре, используемой в процессе производства темпе, содержатся бактерии, производящие витамин B12, хотя в целом содержание витаминов в этом продукте не очень значительно.

## Использование

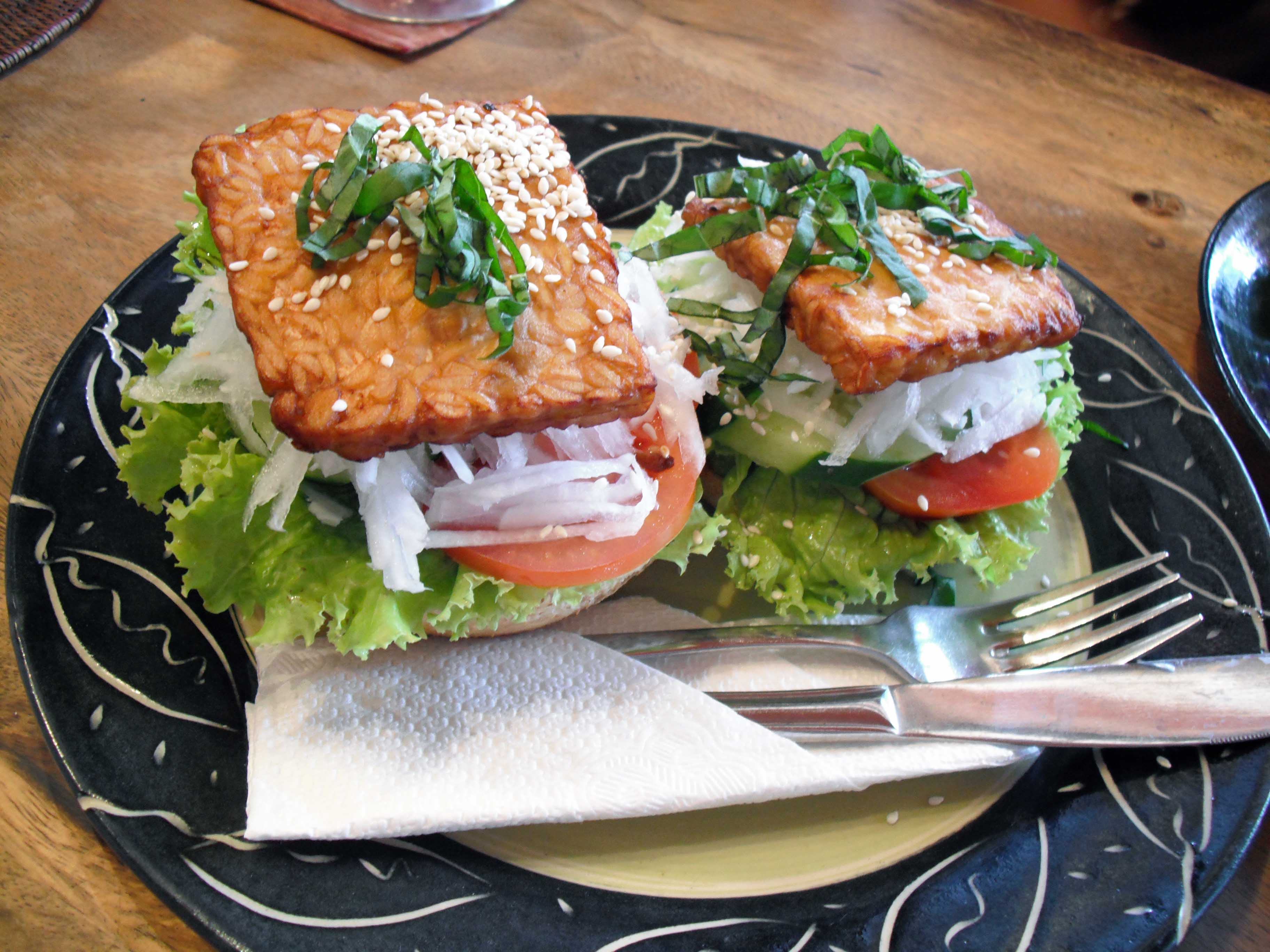
Бургер с темпе

Используется в индонезийской кухне, а также в вегетарианской и веганской кухнях. В Индонезии и Шри-Ланке темпе употребляют в качестве основного продукта питания
Обычно разрезанный на кусочки темпе обжаривают на растительном масле с добавлением других продуктов, соусов и специй. Иногда темпе предварительно замачивается в маринаде или солёном соусе. Готовый темпе подаётся с гарниром, в супах, в тушёных и жареных блюдах, или отдельно как самостоятельное блюдо.
Темпе обладает сложным запахом, который сравнивают с ореховым, мясным или грибным.